# غراسيانو فونسيكا
غراسيانو فونسيكا (بالإسبانية: Graciano Fonseca)‏ هو دراج كولومبي، ولد في 4 سبتمبر 1974.

## وصلات خارجية
- غراسيانو فونسيكا على موقع أرشيف الدراجات (الإنجليزية)
- غراسيانو فونسيكا على موقع إحصائيات الدراجات الإحترافية (الإنجليزية)